# Schafberg
Schafberg je jedna z dominantních hor v Solné komoře, v Salcbursku, na území Rakouska. Nachází se mezi jezery Mondsee, Attersee a Wolfgangsee, severně od města Sankt Wolfgang a východně od města Sankt Gilgen. Schafberg má nadmořskou výšku 1 782 metrů.
Na vrchol hory vede ze Sankt Wolfgangu ozubnicová dráha postavená v roce 1893. Jedná se o nejstrmější ozubnicovou dráhu v Rakousku.

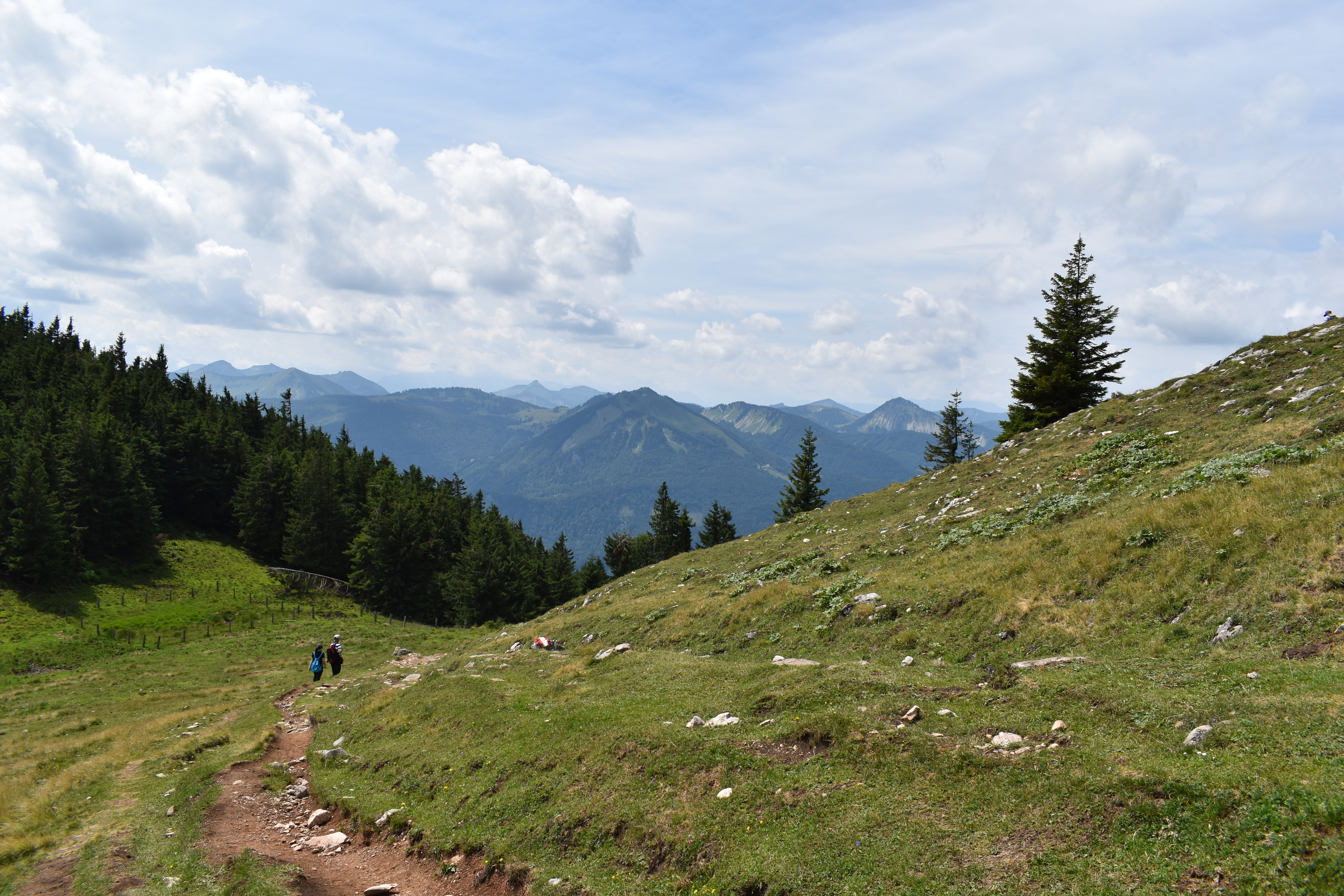
Stezka na Schafberg
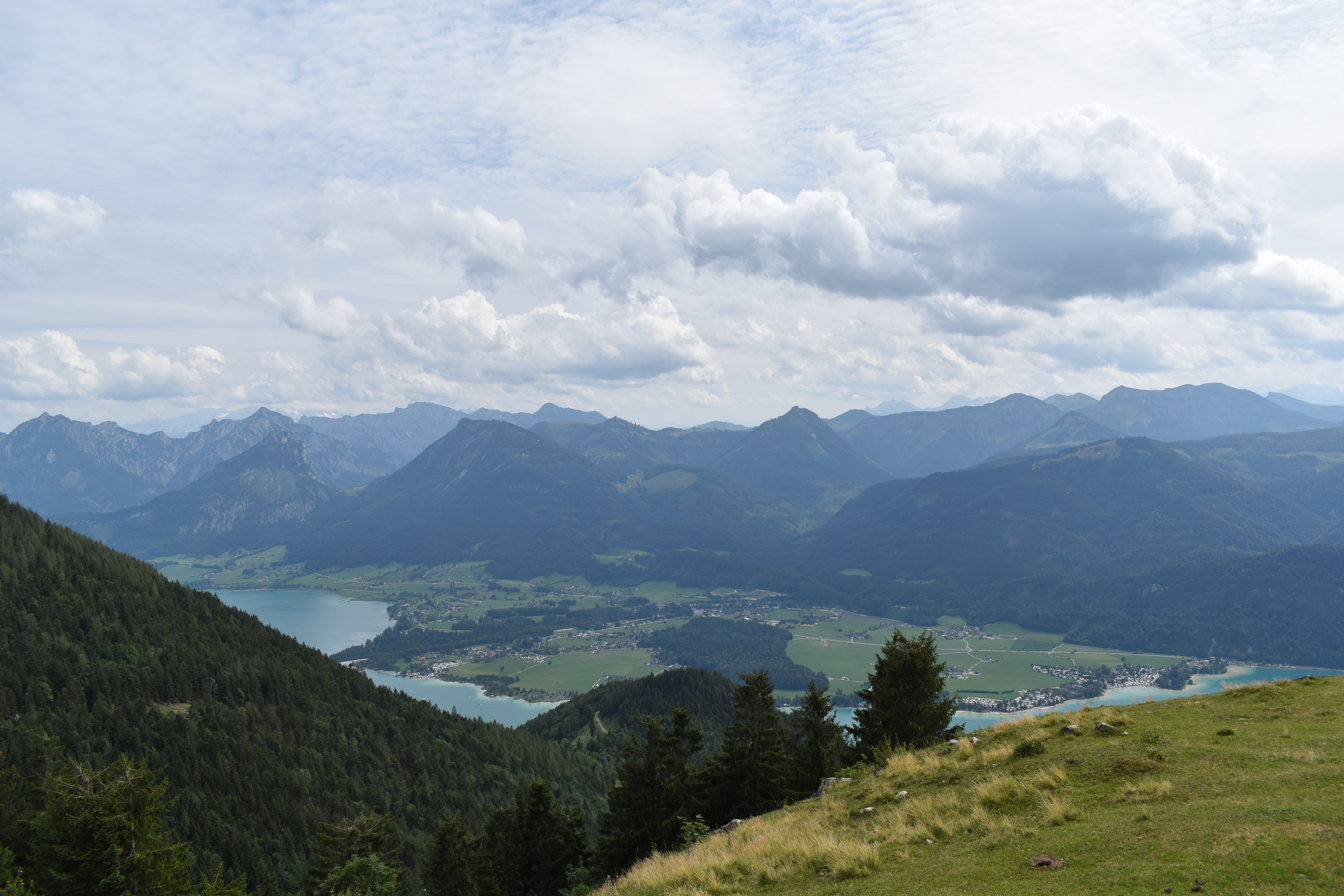
Panorama ze Schafbergu na Wolfgangsee
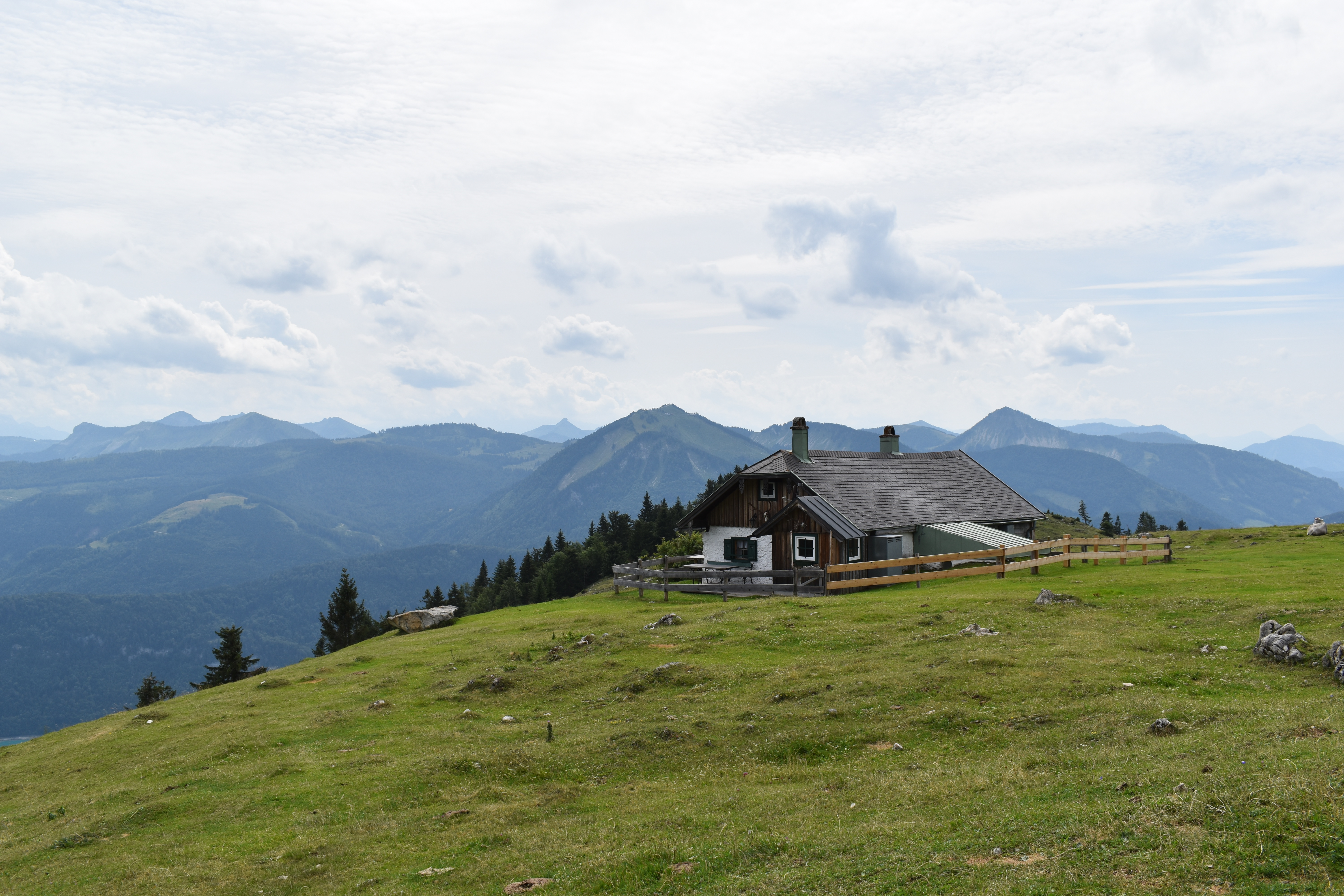
Vrchol Schafbergu